# Генрих, Аннемари
Аннемари Генрих (нем. Annemarie Heinrich, 9 января 1912, Дармштадт, Германская империя — 22 сентября 2005, Буэнос-Айрес, Аргентина) — аргентинская женщина-фотограф немецкого происхождения, специализировавшаяся преимущественно на портретах и изображении обнажённой натуры.
Наибольшую известность Генрих принесли её фотопортреты различных знаменитостей аргентинского кино, таких как Тита Мерельо, Кармен Миранда, Сулли Морено и Мирта Легран, а также других деятелей культуры, таких как Хорхе Луис Борхес, Пабло Неруда и Эва Перон. Она также снимала природные и городские пейзажи, животных и абстракции. Отдельной значимостью обладают её фотографии, посвящённые этнографии Южной Америки и демонстрирующие изменения на этом материке на протяжении значительной части XX века.

## Ранняя биография
Аннемари Генрих родилась в немецком городе Дармштадт. Она посещала школу в Берлине до переезда её семьи в Ларроке (аргентинская провинция Энтре-Риос) в 1926 году. Её отец был ранен во время Первой мировой войны. Генрих изучала танцы, музыку и сценографию, что впоследствии помогло формированию её отличительного фотографического стиля и драматического использованию освещения.
Генрих обучалась фотоискусству у других европейских фотографов-экспатриантов, в том числе у австрийского фотографа Мелитты Ланг.

## Карьера
В 1930 году Генрих открыла свою первую фотостудию в Вилья-Бальестере, пригороде Буэнос-Айреса. В том же году она также вышла замуж за Рикардо Сангинетти, писателя, издававшегося под псевдонимом Альваро Соль. Два года спустя она перебралась в большую студию и начала фотографировать актёров театра Колон.
Генрих была соучредителем Аргентинского фотоклуба (исп. Foto Club Argentino), а также членом-основателем Аргентинского совета по фотографии (исп. Consejo Argentino de Fotografía) и Латиноамериканского совета по фотографии (исп. Consejo Latinoamericano de Fotografía). Её работы украшали обложки таких журналов, как El Hogar, Sintonía, Alta Sociedad, Radiolandia и Antena, на протяжении 40 лет.
Во время Второй мировой войны Генрих была участником антивоенного движения «Аргентинский совет за мир» (исп. Consejo Argentino por la Paz). Она также входила в Совет Победы (исп. Junta de la Victoria), женское объединение, выступавшее против фашизма и за союзников. По окончании мировой войны Генрих путешествовала по Европе, выставляя свои работы в Риме, Милане, Париже и Цюрихе. В 1950-х годах Генрих состояла в «Группе десяти» (исп. Carpeta de los diez), объединявшей фотографов-модернистов.
Генрих была привлечена к суду в 1991 году за демонстрацию одной из её обнаженных фотографий в окне студии на Авенида Кальяо. Возмущения на национальном и международном уровне в её поддержку, а также признание эстетической ценности этой фотографии привели к тому, что дело было закрыто.
В 2015 году Музей латиноамериканского искусства в Буэнос-Айресе организовал ретроспективу её творчества. Работы Генрих впервые были представлены в Нью-Йорке в 2016 году в галерее Наили Александер в рамках выставки «Аннемари Генрих: гламур и современность в Буэнос-Айресе» (англ. Annemarie Heinrich: Glamour and Modernity in Buenos Aires).
В 2016 году архив работ Генрих был оцифрован в рамках проекта по программе сохранения архивов, находящихся под угрозой исчезновения, реализуемого Британской библиотекой и Институтом исследований в области искусства и культуры Национального университета 3 февраля.
Аннемари Генрих — почётный гражданин города Буэнос-Айрес.

## Галерея

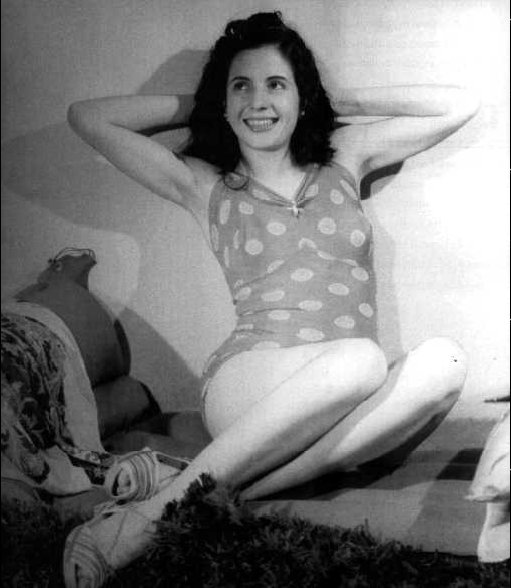
Эва Перон, 1939
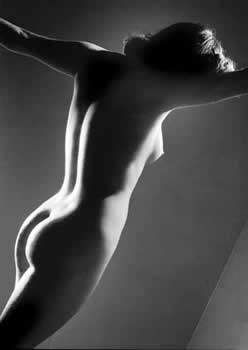
Голубка (исп. La Paloma), 1945
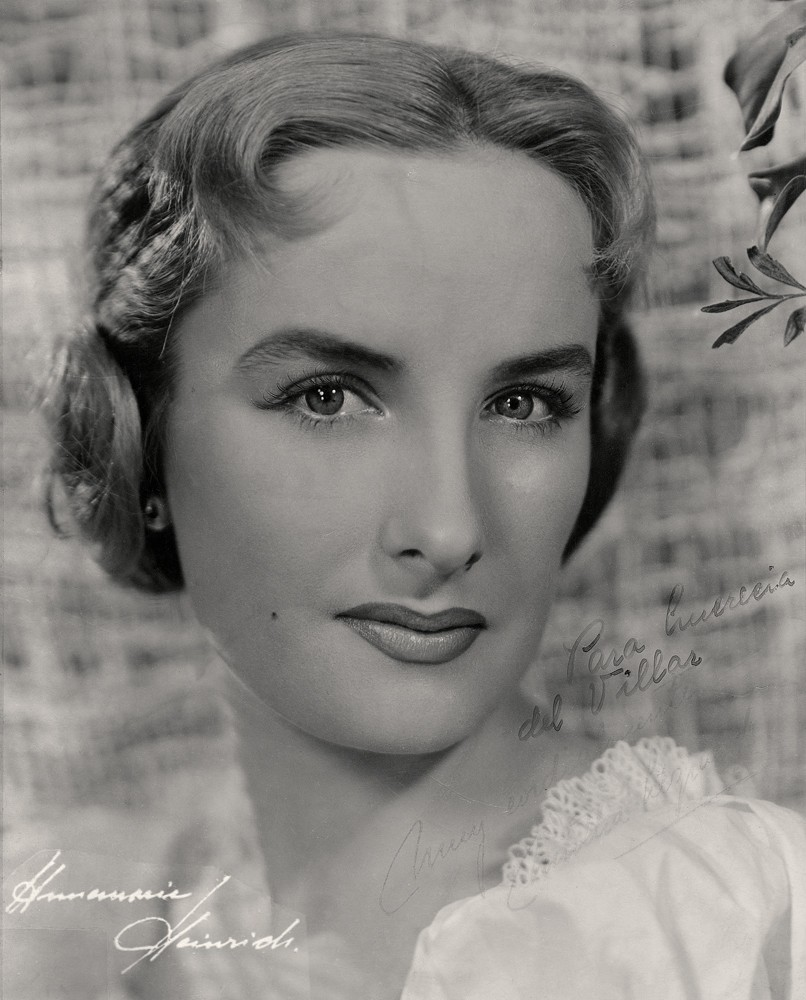
Мирта Легран, c. 1955
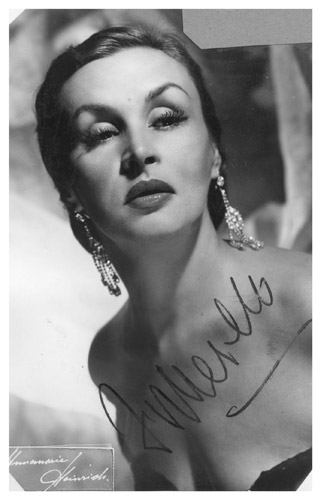
Тита Мерельо
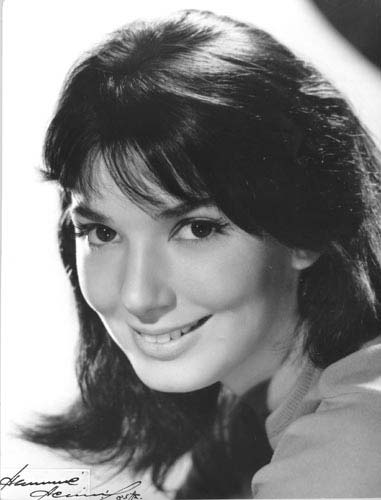
Грасьела Борхес
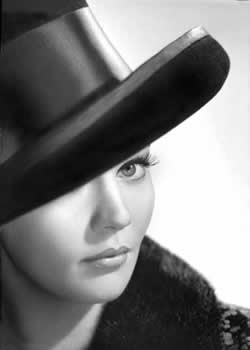
«Пинки», 1964
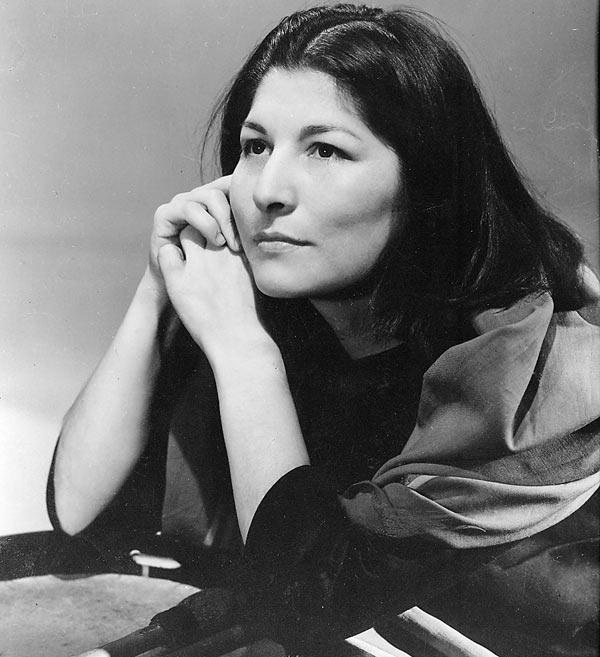
Мерседес Соса